# Orbi
Gli orbi erano una congrega di suonatori e cantori che operarono a Palermo e in altre città siciliane (quali Messina) tra la metà del XVII secolo e il XX.
La fondazione di questa congregazione, sotto il titolo dell'Immacolata Concezione, avvenne a Palermo  nei primi decenni del XVII secolo presso la chiesa del Crocifisso all'albergheria, essa ebbe una vita molto travagliata e, oltre qualche cambio di sede, subì una dispersione nel 1767 e una riorganizzazione nel 1806. La storia di questa confraternita laica fiorisce notevolmente grazie al connubio con i Padri Gesuiti, presso i quali prese sede intorno al 1644. 
Gli orbi, il cui nome li identifica come ciechi a prescindere dalla loro reale cecità, non vanno confusi con i cantastorie dai coloratissimi cartelloni, essi giravano in due (solitamente uno suonava il violino e l'altro un particolare strumento a corda detto citarruni e poi sostituito con la chitarra, ad essi si potevano aggiungere altri) e suonavano e cantavano dove richiesto. Gli orbi non avevano una  specializzazione tematica e accompagnavano il sacro al profano, furono tuttavia le melodie e le ragioni dell'ambito sacro a renderli famosi e popolari e a perdurare fino al novecento: novene, triunfi, cunti e orazioni. 
Gli orbi furono il tramite per evangelizzare e catechizzare il popolo. I testi, scritti da eruditi (u pueta) laici o religiosi (tra cui il canonico Antonino Diliberto che scriveva celato dallo pseudonimo di Binirittu Annuleri), spiegavano con immediatezza e in dialetto locale la storia di un Santo, i dogmi, la buona creanza nella fede, le virtù del buon cristiano ecc. offrendo esempi nelle sacre figure (nei Santi, nella Vergine Maria, in Gesù). questi testi rappresentavano dunque sia opere letterarie di rilievo che un accesso per il popolo al misterioso mondo della Religione, scavalcando l'ostico latino, ed erano dunque vissuti come sacri.
Particolari momenti in cui gli orbi intervenivano nella vita religiosa collettiva erano le festività di Santi importanti (anche di quartiere), i lutti (e relative ricorrenze), le ricorrenze familiari e il Natale (dove trovavano spazio anche gli zampognari).
Nella città di Palermo gli orbi diffusero con particolare impegno sia la devozione all'Immacolata che a Santa Rosalia curando nel primo caso la novena e nel secondo i cosiddetti Triunfi che si cantavano presso edicole appositamente adornate nel contesto del festino di luglio. 
Grande appassionata e raccoglitrice dei testi e delle melodie degli orbi palermitani è l'antropologa Elsa Guggino che negli anni Sessanta del Novecento raccolse le memorie degli ultimi orbi operanti. 
Ad oggi è l'etnomusicologo Sergio Bonanzinga a continuare gli studi sulle melodie e i testi, correlandoli con il panorama musicale e cerimoniale siciliano e non solo.

## Fonti
- E. Guggino, I Canti degli orbi 1, i cantastorie ciechi a Palermo, Folkstudio, Palermo 1980
- S. Bonanzinga, tradizioni musicali in Sicilia, 2009